# Dimítrios Máximos
Dimítrios Máximos (em grego: Δημήτριος Μάξιμος; 1873 - 17 de outubro de 1955) foi um político da Grécia. Ocupou o cargo de primeiro-ministro da Grécia de 25 de Janeiro de 1947 até 29 de Agosto de 1947.